# Ядерний вибух

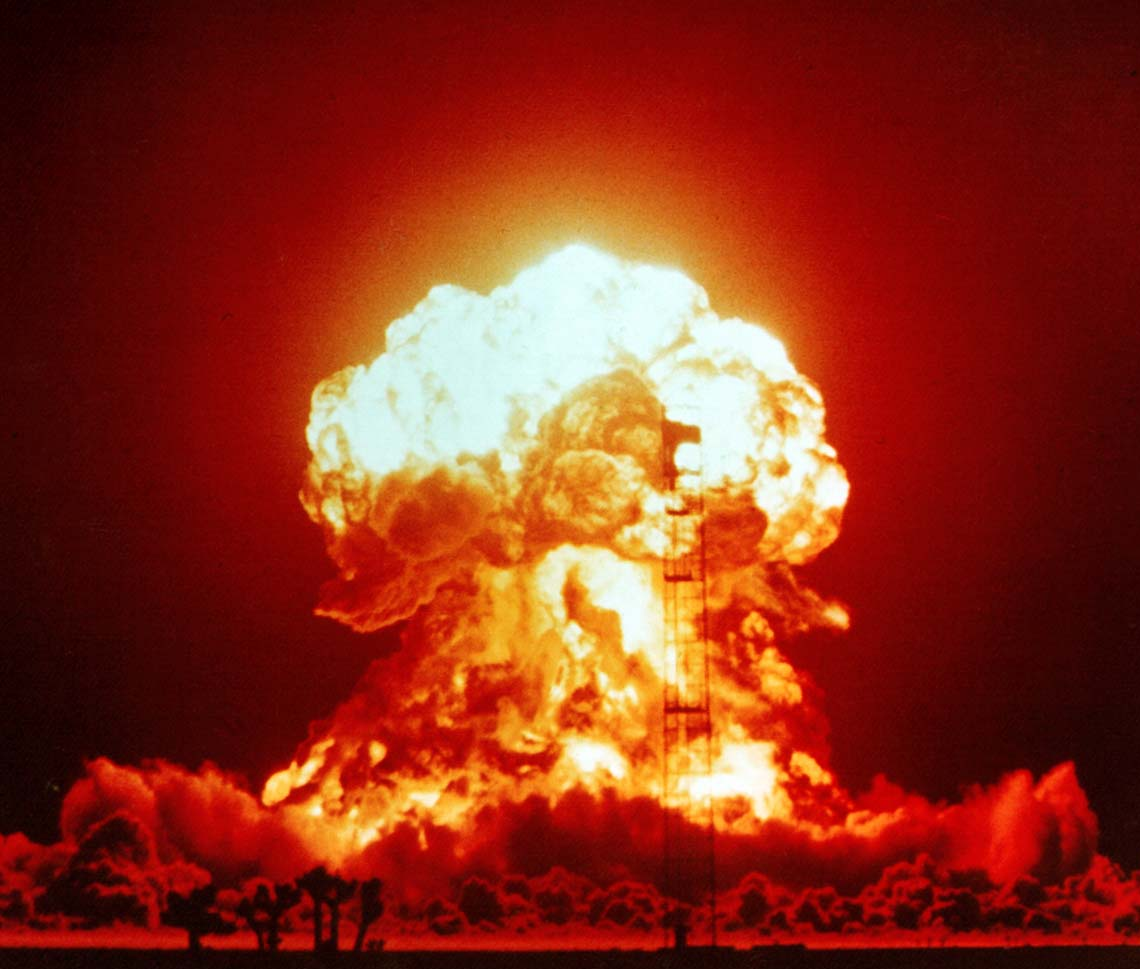
Підрив 23-кілотонного заряду у серії випробувань Operation Upshot–Knothole. 18 квітня 1953, Невадський випробувальний полігон.

Гриб атомного вибуху після Бомбардування Нагасакі. 9 серпня 1945, Японія.

Типи ядерних вибухів: надземний, підземний, космічний, підводний.

Я́дерний або атомний ви́бух — є наслідком детонації ядерної бомби. З фізичної точки зору, це некерований процес вивільнення великої кількості теплової і променевої енергії внаслідок ланцюгової ядерної реакції за дуже короткий проміжок часу. У мить вибуху утворюється сліпучо-яскрава куля високотемпературної плазми, яка стрімко розширяється. Після вибуху в атмосфері формується грибоподібна хмара.
Сила ядерного вибуху залежить від кількості енергії, виділеної внаслідок ядерної реакції. Енергія може сягати від часток кілотонни до десятків мегатонн у тротиловому еквіваленті. До ядерних реакцій, які супроводжуються таким виділенням енергії, належить поділ важких ядер (Уран-235 або Плутоній-239), що призводить до ядерного вибуху, або синтез легких ядер (утворення гелію з дейтерію), який призводить до термоядерного вибуху. Під час ядерного і термоядерного вибухів виділяється в мільйони разів більше тепла на одиницю вибухового матеріалу, ніж за хімічного вибуху (6,8-1010 кДж/кг при ядерному і 4,19-1011 кДж/кг при термоядерному).
Ядерний вибух на землі має кілька вражаючих факторів: спалах, вибухову хвилю із вогняною хмарою та залишкове радіоактивне зараження місцевості. Спалах є високоенергетичним випроміненням у всіх діапазонах електромагнітного спектру: іонізуючому (проникаюча радіація), оптичному, а також діапазоні мікро- та радіохвиль (електромагнітний імпульс). Вибухова хвиля розповсюджується в атмосфері ударною хвилею величезної руйнівної сили, позаду якої вирує вогняний шторм. Залишкове радіоактивне забруднення місцевості радіоактивними речовинами із хмари ядерного вибуху призводить до ураження людей і тварин зовнішнім (через випромінювання радіоактивних ізотопів) і внутрішнім (при потраплянні радіоізотопів в організм з повітрям, водою та їжею) опроміненням.
Штучні ядерні вибухи здебільшого використовуються як зброя масового ураження: надпотужна зброя для знищення великих об'єктів і значної кількості військ супротивника. Але ядерні вибухи мають і мирне застосування — для руйнування перепон в горах, у наукових дослідженнях тощо.

## Класифікація
Штучні ядерні вибухи класифікують за двома ознаками — потужність заряду, який викликав вибух, та місцерозташування заряду у мить вибуху (центр вибуху). Проєкція цієї точки на землю називається епіцентром ядерного вибуху. Потужність вибуху вимірюється у тротиловому еквіваленті — масі тринітротолуолу, у разі вибуху якого вивільняється стільки ж енергії, скільки під час вибуху оцінюваного заряду. Найчастіше використовують такі одиниці: 1 кілотонна та 1 мегатонна тротилового еквівалента. Згідно цієї класифікації ядерні вибухи характеризують так:

### Класифікація за потужністю
| Потужність:             | Надмала менше 1 кт | Мала 1 — 10 кт | Середня 10 — 100 кт | Велика 100 — 1000 кт | Надвелика понад 1 Мт |
| Діаметр вогняної кулі   | 50 — 200 м         | 200 — 500 м    | 500 — 1000 м        | 1000 — 2000 м        | понад 2000 м         |
| Максимум світіння       | до 0,03 сек        | 0,03 — 0,1 сек | 0,1 — 0,3 сек       | 0,3 — 1 сек          | 1 — 3 сек і більш    |
| Час світіння            | 0,2 сек            | 1 — 2 сек      | 2 — 5 сек           | 5 — 10 сек           | 20 — 40 сек          |
| Висота «гриба»          | менш 3,5 км        | 3,5 — 7 км     | 7 — 12,2 км         | 12,2 — 19 км         | понад 19 км          |
| Висота хмари            | менше 1,3 км       | 1,3 — 2 км     | 2 — 4,5 км          | 4,5 — 8,5 км         | понад 8,5 км         |
| Діаметр хмари           | менш 2 км          | 2 — 4 км       | 4 — 10 км           | 10 — 22 км           | понад 22 км          |
| Вогняна хмара           | 0,083 кт           | 4 кт           |                     | 360 кт               |                      |
| Ядерний гриб            | 0,02 кт            | 2,2 кт         | 19 кт               |                      |                      |
| Примітки 1. 2. 3. 4. 5. |                    |                |                     |                      |                      |

Вибух потужністю 20 кт дає межі повного знищення радіусом приблизно 1 км, 20 Мт — вже 10 км. Згідно з розрахунками, при вибуху 100 Мт, зона повного знищення буде мати радіус 35 км, сильного знищення — 50 км, незахищені люди на відстані 80 км отримають сильні опіки. Одним таким вибухом можна повністю знищити будь-яке найбільше місто Землі. Найпотужнішим штучним вибухом був вибух 50-мегатонної термоядерної бомби («Цар-Бомби») на полігоні «Нова Земля».

### Класифікація щодо знаходження центру вибуху
Наведена висота (глибина) заряду в метрах на тонни тротилового еквівалента в кубічному корені (в дужках приклад для вибуху потужністю 1 мегатонна):
- космічний: понад 100 км
  - магнітосферний — вибух в межах магнітосфери: від 400–500 км до магнітопаузи
  - заатмосферний — вибух в екзосфері: від 400–800 км (екзобаза) до 100 тис. км
- атмосферні:
  - висотний: понад 10 — 15 км, але частіше вважається на висотах 40 — 100 км, коли ударна хвиля майже не утворюється
  - високий повітряний: понад 10 м/т1/3, коли форма спалаху близька до кулястої (понад 1 км)
  - низький повітряний: від 3,5 до 10 м/т1/3 — вогняна куля в ході збільшення могла б торкнутися землі, але натомість відкидається вгору відбитою від поверхні ударною хвилею та прибирає усічену форму (від 350 до 1000 м)
- наземний — від глибини0,3 м/т1/3 до висоти 3,5 м/т1/3 — спалах торкається землі та прибирає вигляд півкулі (від глибини 30 м до висоти 350 м):
  - наземний з утворенням удавленої вирви без значного викиду ґрунту: нижче 0,5 м/т1/3 (нижче 50 м)
  - наземний контактний: від глибини 0,3 до висоти 0,3 м/т1/3 — коли ґрунт з вирви викидається і потрапляє у світну область (від висоти 30 м до глибини 30 м)
- підземний — напівсферична світна область не утворюється і повітряна ударна хвиля послаблюється із збільшенням глибини:
  - на викид (викид ґрунту та кратер в рази більший, ніж при наземному вибуху)
    - малозаглиблений — на глибині від 0,3 до 3,5 м/т1/3 (глибина 30 — 350 м)

  - вибух розпушування — в глибині утворюється порожнина або стовп обвалення, а на поверхні кільцеподібне вивалювання ґрунту (пагорб видуття), в центрі якого провальна вирва
  - камуфлетний: глибше 7 — 10 м/т1/3 — в глибині залишається замкнута (котлова) порожнина або стовп обвалення; якщо стовп обвалення сягає поверхні, то утворюється провальна вирва без пагорба видуття (глибше 700–1000 м)
- надводний — на висоті над водою до 3,5 м/т1/3 (до 350 м)
- надводний контактний — відбувається випаровування води і утворюється підводна ударна хвиля
- підводний:
  - на невеликій глибині: менш 0,3 м/т1/3 — вода випаровується до поверхні та стовп води (вибуховий султан) не утворюється, 90 % радіоактивних забруднень йде з хмарою, 10 % залишається у воді (менше 30 м)
  - з утворенням вибухового султану та хмари султану: 0,25 — 2,2 м/т1/3 (25 — 220 м)
  - глибоководний: глибше 2,5 м/т1/3 — коли утворюється пухир й виходить на поверхню з утворенням султана, але без хмари, 90 % радіоактивних продуктів залишається у воді в районі вибуху і не більше 10 % виходить з бризками базисної хвилі (глибше 250 м).

Можливі також перехідні випадки, за яких утворюється підводна донна вирва та відбувається викид води і ґрунту:
- при підводному придонному вибуху[3](С. 308), причому якщо вибух в неглибокому водоймищі і на відстані від дна до 0,1 — 0,2 м/т1/3 (до 10 — 20 м), то ґрунт з підводної вирви потрапляє в хмару вибуху та стає джерелом зараження
- при надводному вибуху в неглибокому водоймищі
- при наземному вибуху на невеликому острові, коли острів повністю знищується і на його місці залишається водна гладь та підводна вирва, тобто наземний вибух насправді стає надводним (Кастль Браво і Іві Майк).

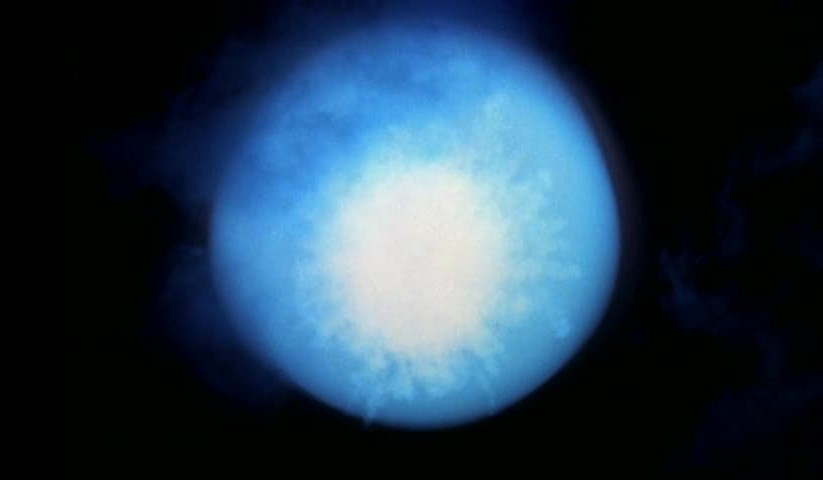
Плазмова куля космічного вибуху Домінік Шах і мат 7 кт на висоті 147 км
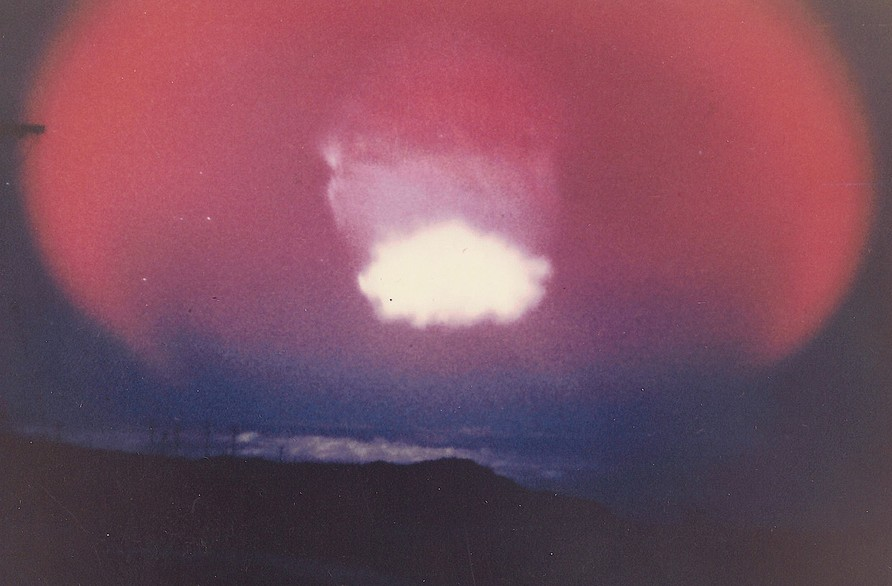
Висотний вибух Hardtack Teak[en] 3,8 Мт на висоті 76,8 км
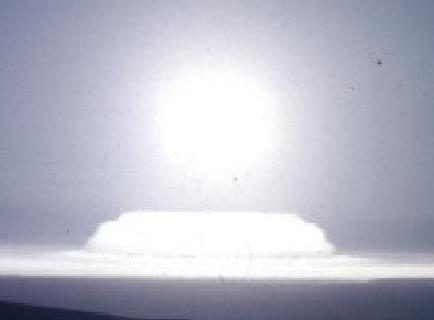
Вогняна куля високого повітряного вибуху (Операція Ranger)
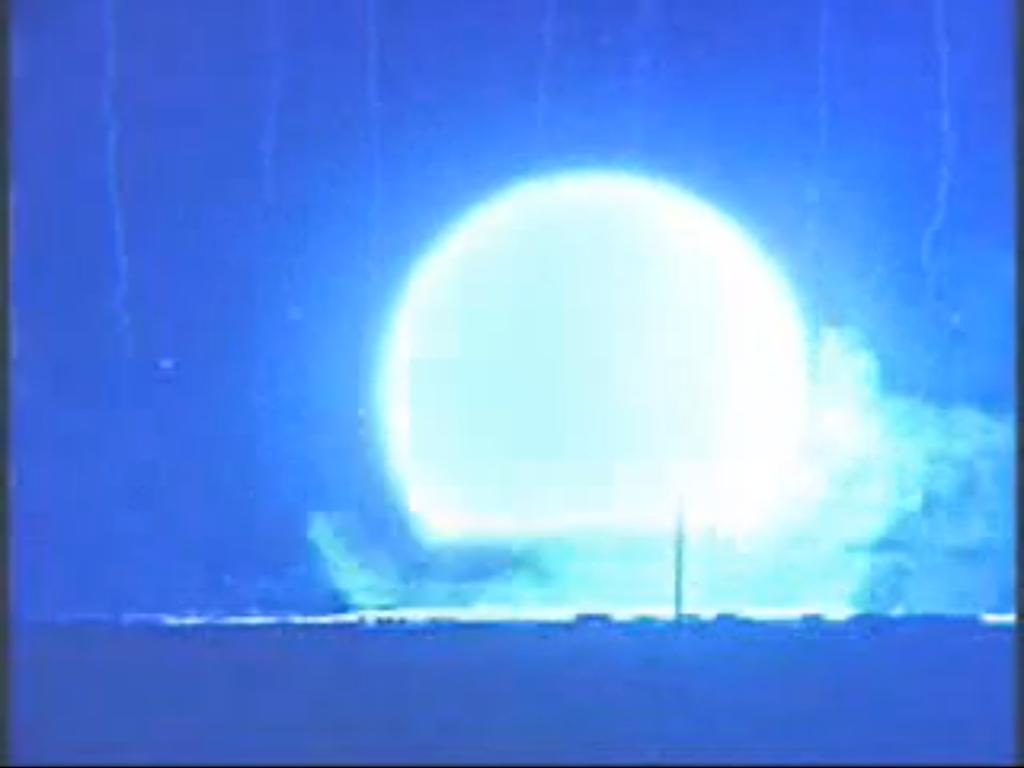
Усічена вогненна куля низького повітряного вибуху
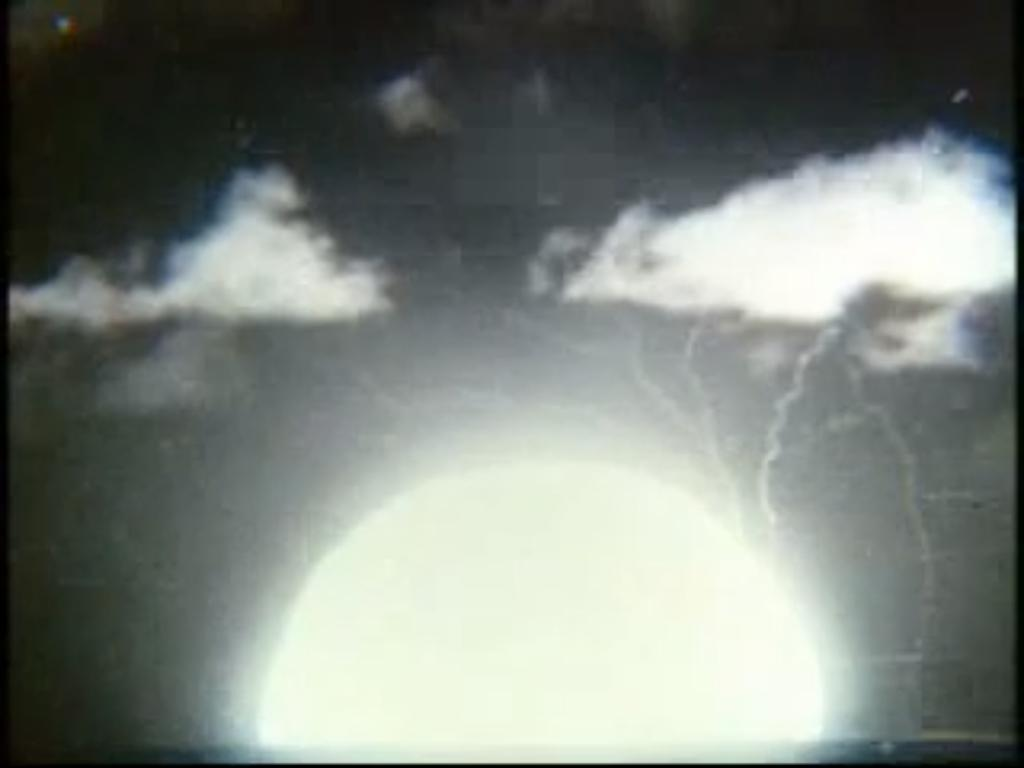
Вогняна півсфера наземного вибуху Іві Майк 10,4 Мт і блискавки
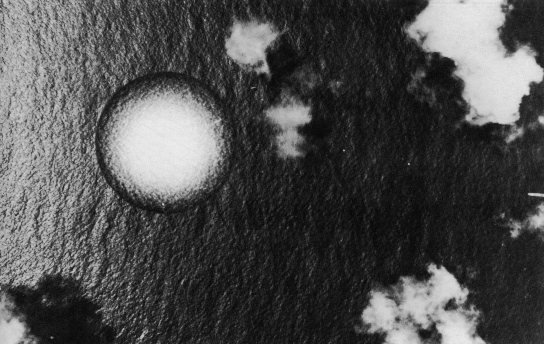
Вогняний міхур підводного вибуху Домінік Риба-меч 20 кт на глибині 200 м, вид з повітря
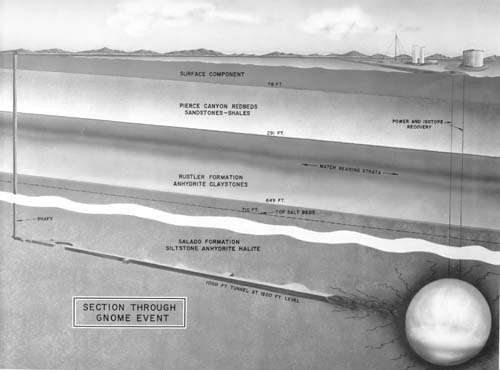
Котлова порожнина після підземного вибуху Нуга Гном[en] 3,1 кт на глибині 340 м (схема)
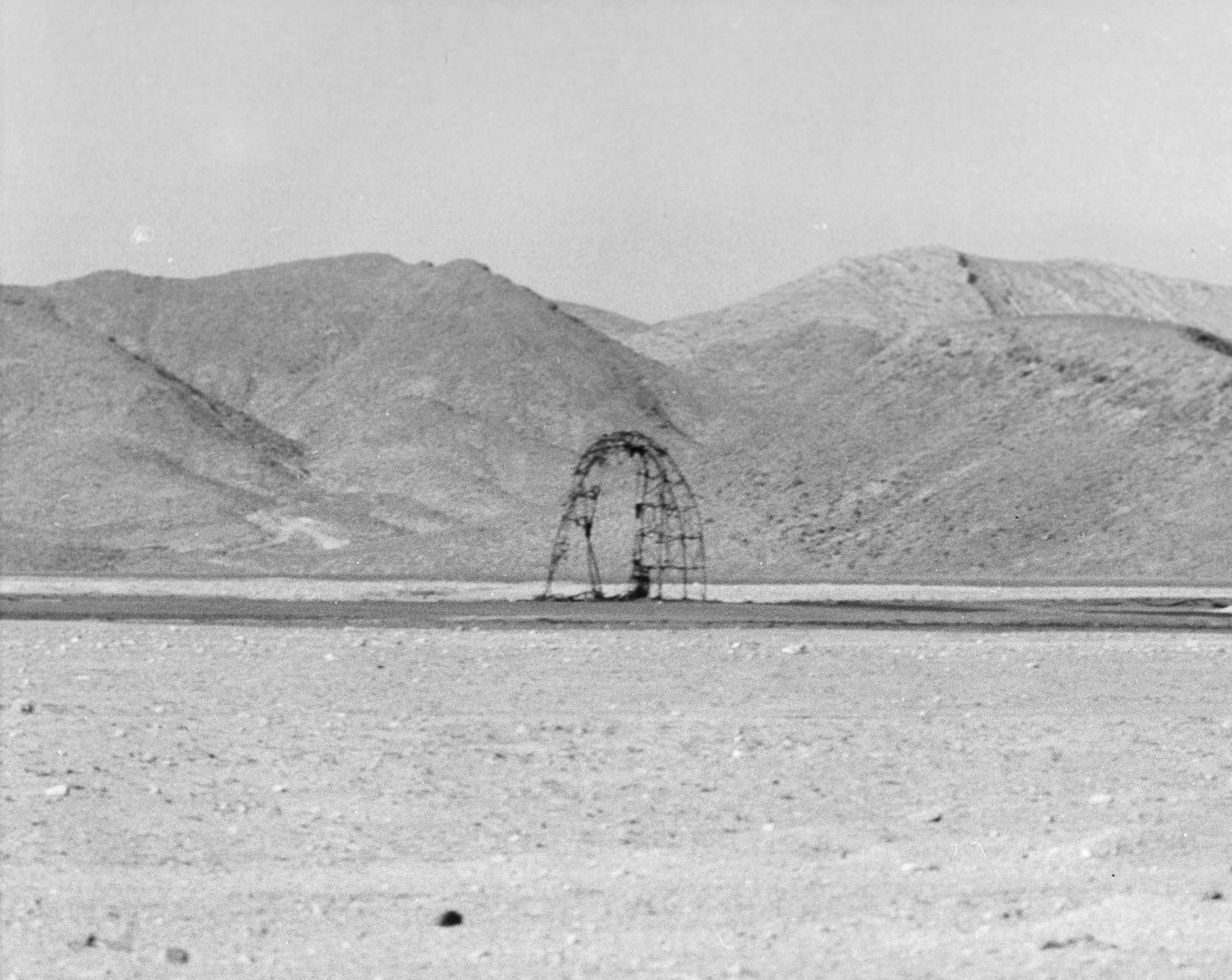
Залишок вишки після вибуху на ній заряду Teapot Бджола 8 кт на висоті 150 м
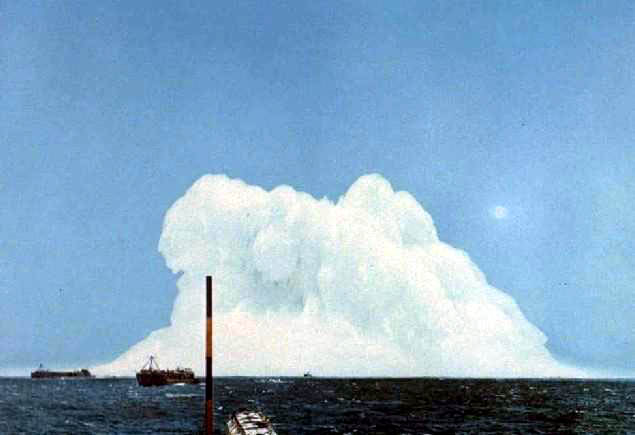
Вихід парового міхура через 10 — 15 сек після вибуху «Вігвам» 30 кт на глибині 610 м
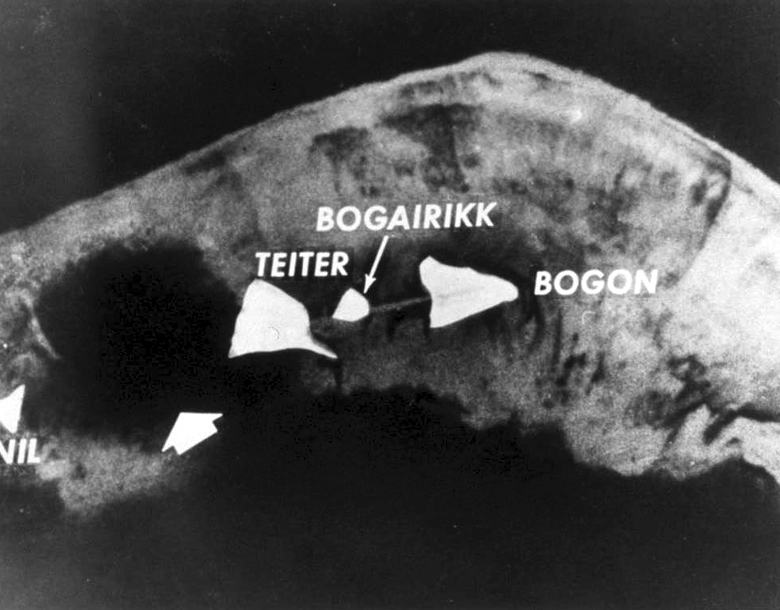
Підводна вирва діаметром 1,5 км на місці острова Elugelab[en] (атол Еніветок) після наземного вибуху Іві Майк 10,4 Мт
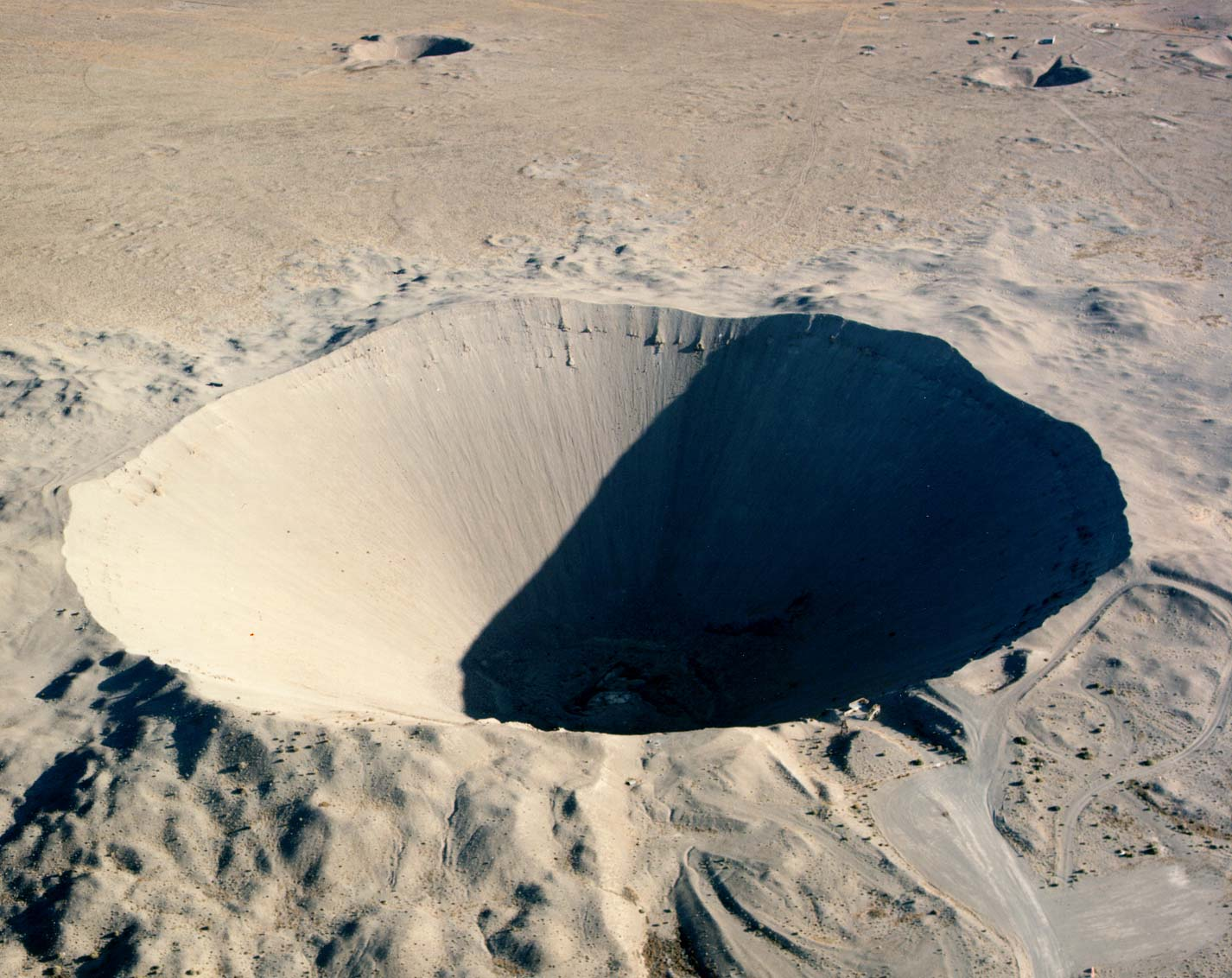
Кратер діаметром 390 м і глибиною 100 м після вибуху Седан 104 кт на глибині 194 м
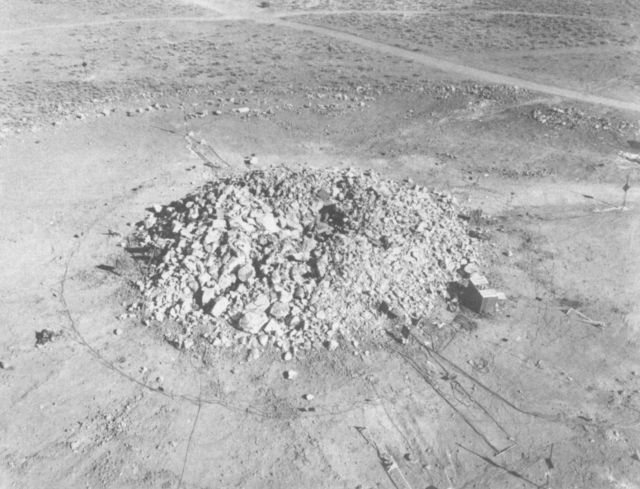
Пагорб видуття від підземного випробування Whetstone Sulky[en] 0,087 кт на глибині 27 м
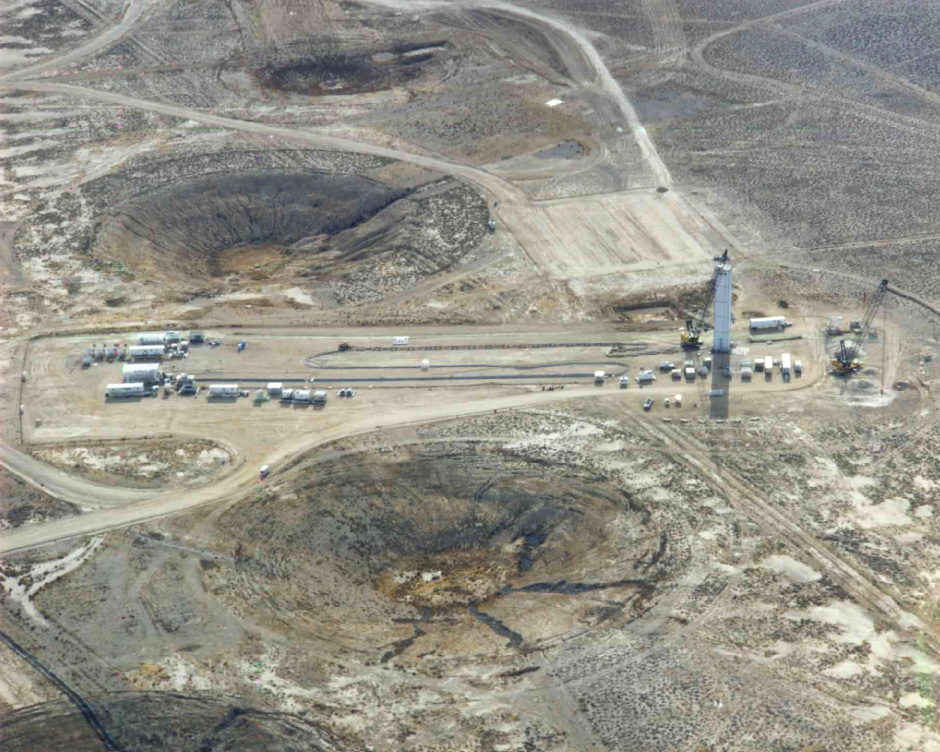
Провальні вирви камуфлетних вибухів (рівнина Юкка Флет[en])
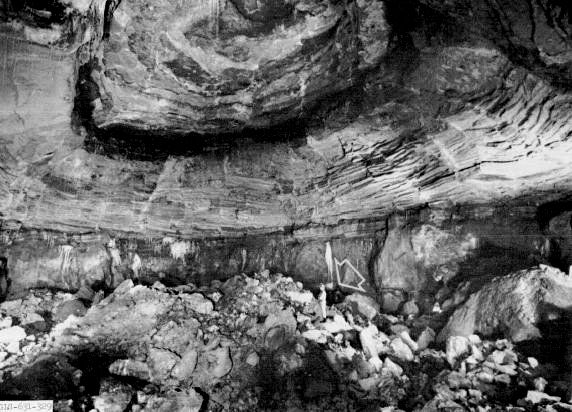
Усередині котлової порожнини вибуху Нуга Гном. Стрілкою вказано людину

## Наслідки
При космічному ядерному вибуху, за відсутності атмосфери, ударні хвилі не утворюються, однак наслідки будуть не менш жахливими. У космосі ядерний вибух вивільняє величезну кількість енергії у вигляді рентгенівських променів, гамма-променів, інтенсивних потоків нейтронів і субатомних заряджених частинок. Він також створює електромагнітний імпульс (ЕМІ), який при взаємодії з верхніми шарами атмосфери вириває з неї електрони, засліплює радари, виводить з ладу комунікації та енергосистеми. Після ядерного вибуху в космосі, навколо Землі також утворюється радіаційний пояс, який зберігатиметься більш за все роками. ЕМІ пошкодить штучні супутники Землі і становитиме серйозну небезпеку для всіх, хто в цей час буде перебуватиме в космосі, наприклад, для астронавтів на МКС. Загалом США провели вже п’ять космічних ядерних випробувань у космосі, найвідоміше з них відбулося 9 липня 1962 року поблизу тихоокеанського острова Джонстон на Гаваях. Ядерний заряд було запущено в космічний простір на висоту 400 км (250 миль) ракетою «Тор» в ході проєкту Starfish Prime. Потужність ядерного заряду була приблизно в 100 разів більшою, ніж ядерна бомба, що була застосована в Хіросімі (Японія). Після вибуху утворився ЕМІ, який був набагато потужнішим, ніж очікувалося, що поставило під загрозу засекречений характер випробування, оскільки на Гаваях, за 1450 км (900 миль) від місця детонації, було виведено з ладу все вуличне освітлення і телефонні лінії зв'язку. Червоні полярні сяйва, що виникли внаслідок космічного ядерного вибуху, простяглися через весь Тихий океан і тривали декілька годин. Був виведений з ладу перший у світі супутник телевізійного зв’язку «Telstar-1», який був взірцем технологічного розвитку США, поки випробування в ході Starfish Prime не призвели до його передчасного виходу з ладу, всього після семи місяців перебування на орбіті.
Від дії ударної хвилі атомного вибуху (атмосферного або наземного) на споруди, будівлі, техніку тощо вони руйнуються або механічно пошкоджуються і внаслідок сильного нагріву світловим випромінюванням вигоряють або обвуглюються; проникна радіація виявляється в потемнінні скла оптичних приладів і засвічуванні світлочутливих фотоматеріалів. Атомний вибух у населеному пункті (особливо у великому) характеризується не тільки великими руйнуваннями, але й численними пожежами, що виникають і від безпосереднього світлового випромінювання, і від руйнування наявної електромережі, газопроводу. Дія ударної хвилі, світлового випромінювання і проникної радіації атомного вибуху зумовлює комбіноване уражання людей — травми і контузії, опіки, променеву хворобу. Променеве захворювання можливе протягом тривалого часу і після вибуху, внаслідок впливу радіоактивних випромінювань зараженої місцевості. Таке уражання викликається як зовнішнім опромінюванням, так і внутрішнім — у разі потрапляння радіоактивних продуктів вибуху в організм із зараженими харчовими продуктами, водою, повітрям.
Залежно від характеру об'єкта можуть бути здійснені повітряний, наземний (надводний) і підземний (підводний) А. в. Повітряний атомний вибух супроводиться яскравим, сліпучим спалахом; світна зона (у вигляді кулі) не торкається поверхні землі (води). Внаслідок великого розрідження вогняна куля з великою швидкістю підноситься вгору на висоту 5—20 км, піднімаючи за собою пил з поверхні землі. Охолоджуючись, вогняна куля перетворюється на клубчасту димову хмару.
Під час наземного атомного вибуху, світна зона у вигляді півкулі стикається з поверхнею землі або повисає в повітрі на невеликій висоті. Нижня частина світної зони одразу ж закривається клубами куряви, що підіймається з поверхні землі. В зоні доторку світної зони з землею, поверхневий шар ґрунту оплавляється, змішується з радіоактивними продуктами атомного вибуху і випадає на землю курявою, створюючи потужне радіоактивне зараження місцевості в районі вибуху і по шляху переміщення хмари. У разі підземного атомного вибуху, світлове випромінювання (світна зона) майже повністю поглинається ґрунтом, в якому утворюється велика вирва. З частинок ґрунту і продуктів вибуху створюється радіоактивна хмара темного забарвлення. При підводному атомному вибуху у воді утворюється вогняна куля, розмірами і тривалістю свічення набагато менша, ніж за атомного вибуху у повітрі, бо енергія випромінювання йде на випаровування води. Велика кількість викинутої атомним вибухом води створює стовп водяних бризок заввишки 2—3 км, з якого утворюється кулясто-купчаста хмара дрібних краплин, що випадають у вигляді радіоактивного дощу. Для уражання повітряних цілей застосовуються атомний вибух у стратосфері.
Ядерний вибух — джерело різноманітних випромінювань. Це випромінювання (що називається проникною радіацією) викликає низку притаманних тільки ядерному вибуху, наслідків. Нейтрони і високоенергетичні гамма-промені, взаємодіючи з атомами навколишнього середовища, видозмінюють їх стабільні ізотопи на радіоактивні — це явище називається «наведена радіація». При ядерному вибуху утворюється велика кількість нестабільних ізотопів, тому забруднення місцевості, на якій відбувся вибух, може тривати тисячоліттями, хоча інтенсивність випромінювання з часом зменшується. Також уражальна дія ядерного вибуху визначається повітряною ударною хвилею, світловим випромінюванням, електромагнітним імпульсом.

## Застосування
Ядерний вибух знайшов собі кілька застосувань. Серед них мирне і військове. Певна річ, велика потужність ядерного вибуху привернула увагу військових. За допомогою нього дуже легко знищити важливі об'єкти ворога, а також великі міста (саме через це, ядерну зброю вважають зброєю масового ураження). Але непередбачувані наслідки вибуху, які можуть нанести збитків й атакувальній стороні, є одним з приводів для того, щоби не застосовувати його з військовою метою. У другій половині XX століття важливим фактором для незастосування ядерної зброї було «ядерне стримання» — якщо одна сторона застосує проти іншої ядерні бомби, потерпіла сторона відповість тим самим.
Ядерний вибух знайшов застосування і для мирних потреб. Наприклад, швидке риття каналів, створення підземних місткостей тощо. Спочатку на ядерні вибухи покладали великі надії. Передбачалося провести сотні ядерних вибухів з мирною метою. Створювалися навіть проєкти задля цього. Але вивільнення радіації під час вибуху стало вагомою причиною, щоби цього не робити і зрештою, тільки декілька мирних вибухів було проведено лише в СРСР.
Стосовно гірничої справи, відоме застосування підземних (120 м і більше), або камуфлетних ядерних вибухів (для пожвавлення розробки виснажених нафтових і газових покладів, усунення аварій на нафтових і газових промислах; створення підземних ємностей для зберігання природного газу, нафти, поховання відходів, глибинного дроблення великих обсягів гірських порід з метою наступного вилуговування з них цінних компонентів, тощо). Технологія проведення цих ядерних вибухів не допускає потрапляння радіоактивних продуктів у підземні води, на поверхню і в атмосферу.

## Вплив і захист
Ядерні вибухи здатні завдати значних збитків і жертв від вибуху, тепла та радіації, але можна убезпечити власну родину, знаючи що робити і бути готовим, якщо це станеться.
Ядерні пристрої можуть мати розмір від невеликого пристосування, яке носить людина, до зброї котру несе ракета.
Ядерний вибух може статися з попередженням за кілька хвилин або без нього.
Опади найбільш небезпечні в перші кілька годин після детонації, коли вони виділяють найвищий рівень радіації. Потрібен час, щоби пил піднесений вибуховою хвилею повернувся на рівень землі — часто більше 15 хв. для районів за межами зон безпосередніх пошкоджень вибухом. Цього часу достатньо, щоби спробувати запобігти значному радіаційному впливу.
Радіостанції, що працюють на батарейках, і ручні радіоприймачі працюватимуть після ядерного вибуху, натомість послуги мобільного зв'язку, текстових повідомлень, телебачення та Інтернет можуть бути порушені або недоступні.

### Небезпеки, пов'язані з ядерними вибухами
- Яскравий спалах може призвести до тимчасової сліпоти менше ніж на хвилину.
- Вибухова хвиля здатна спричинити смерть, нівечення та руйнування конструкцій за декілька миль від вибуху.
- Радіація може пошкодити клітини організму, а великі опромінення спроможні викликати променеву хворобу.
- Вогонь і жар можуть спричинити смерть, опіки у людей і тварин та пошкодження будівель за кілька миль.
- Електромагнітний імпульс (ЕМІ) може пошкодити електричне обладнання й електроніку за кілька миль від вибуху та спричинити тимчасові перебої надалі.
- Опади — радіоактивний, видимий бруд і сміття, що осідають з висоти кількох кілометрів, можуть спричинити хворобу тих, хто знаходиться на вулиці[5].

### Виживання під час вибуху
Якщо вас попередили про неминучий напад, треба негайно зайти до найближчої будівлі та відійти від вікон. Найкраще підійде цегла або бетон. Необхідно йти у підвал або середину будівлі та триматися подалі від зовнішніх стін і даху. Це допоможе забезпечити захист від вибуху, тепла, випромінювання й детонації.
Коли ви досягнете безпечного місця, треба намагатися утримувати відстань не менше 0,3 м між собою та людьми, які не є вашими рідними. Якщо це можливо, треба надягти маску, коли ви перебуваєте в приміщенні зі сторонніми людьми. Дітям до двох років, людям, які мають проблеми з диханням, а також тим, хто не в змозі зняти маску самостійно, їх носити не можна.
Якщо ви перебуваєте на вулиці, коли стався вибух, треба сховатися від його впливу за чим-небудь, що може забезпечити захист. Треба лягти обличчям донизу, щоби захистити відкриту шкіру від жару та летючого твердого сміття. Наскільки можливо не торкатися очей, носа та рота. Якщо ви перебуваєте в транспортному засобі, можна безпечно зупинитися та переміститись усередину автомобіля.
Після того, як ударна хвиля пройде, потрібно зайти у найближче найкраще укриття для захисту від небезпечних радіоактивних опадів. В запасі буде 10-15 хв. (поки осяде радіоактивний пил), щоби знайти відповідний притулок. Найвищі рівні зовнішньої радіації спостерігаються відразу після осідання опадів, а потім зменшуються з часом.
Треба стежити за оновленими повідомленнями від служби реагування на надзвичайні події. Якщо вам порадили евакуюватись, послухайте дані про маршрути, укриття та правила поведінки. Якщо ви евакуювалися, не треба повертатися, аж поки місцеві чиновники не скажуть, що це безпечно. Треба залишатися всередині принаймні протягом 24 годин, якщо місцеві органи влади не нададуть інших інструкцій. Необхідно враховувати, що через COVID-19, місця громадських притулків могли змінитися. Зверніться до місцевих органів влади, щоби визначити, які громадські притулки відкриті.

### Безпека ПІСЛЯ
Одразу після того, як ви прибули в укриття, якщо ви могли бути на вулиці коли вже виникли радіоактивні опади, треба зняти зовнішній шар забрудненого одягу, щоби усунути опади та радіацію з тіла. 
Потрібно прийняти душ або вмитися водою з милом, щоби видалити опади з будь-якої відкритої ділянки шкіри чи волосся, яке не було покрито головним убором (каптуром). Якщо нема можливості вмитися і прийняти душ,  можна скористатися серветкою або чистою вологою ганчіркою, щоби протерти шкіру та волосся, які не були покриті. Засіб для дезінфекції рук, НЕ захищає від радіоактивного зараження.
Необхідно очистити усіх свійських тварин, які були на вулиці після випадання радіації. Треба ретельно вичистити шерсть свого вихованця, щоби видалити всі опади і вимити тварину водою з милом, якщо є така можливість.
Можна безпечно їсти та пити упаковані харчові продукти або ті які були всередині будівлі. Не вживайте їжу чи рідини, що знаходилися просто неба і могли бути забруднені опадами.
Якщо ви захворіли або отримали поранення, треба прослухати інструкції щодо того, як і де отримати медичну допомогу, коли органи влади скажуть що вже можна безпечно виходити. Якщо ви захворіли та потребуєте медичної допомоги, зверніться до свого постачальника медичних послуг (сімейного лікаря), щоб отримати поради. Якщо ви перебуваєте в громадському притулку, негайно повідомте про нездужання працівників цього закладу, аби вони могли зателефонувати в місцеву лікарню чи клініку, оскільки у вас може бути COVID-19. Якщо це можливо, надіньте маску до прибуття допомоги.
Треба намагатися спілкуватися з власною спільнотою за допомогою відео- та телефонних дзвінків. Відомо, що відчувати тривогу чи стрес — природно. Подбайте про своє здоров'я і поговоріть з кимось, якщо ви засмучені. Багато людей можуть відчувати страх і занепокоєння вже з приводу коронавірусу (COVID-19). Додатковий стрес може долучити загроза ядерного вибуху.

## Гіпотеза, що пояснює спалахи на Сонці
Одною з гіпотез, які пояснюють спалахи на Сонці, є замкнення силових ліній магнітного поля на окремих ділянках Сонця, що спричиняє потужний розігрів плазми (йонізованого газу) до таких температур, за яких починається термоядерна реакція (реакція взаємодії між ядрами атомів, можлива при дуже великих температурах, якщо некерована — викликає термоядерний вибух), що призводить до термоядерного вибуху. Таким чином, спалахи на Сонці — не що інше, як ядерні вибухи. Існує також клас карликових зірок, де цей процес відбувається не на окремій ділянці, а на всій зорі цілком.

## Галерея

Підводний вибух на глибині 27 м
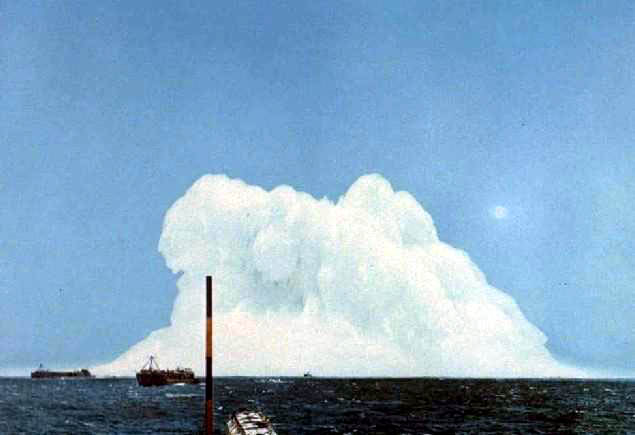
Підводний вибух на глибині 660 м
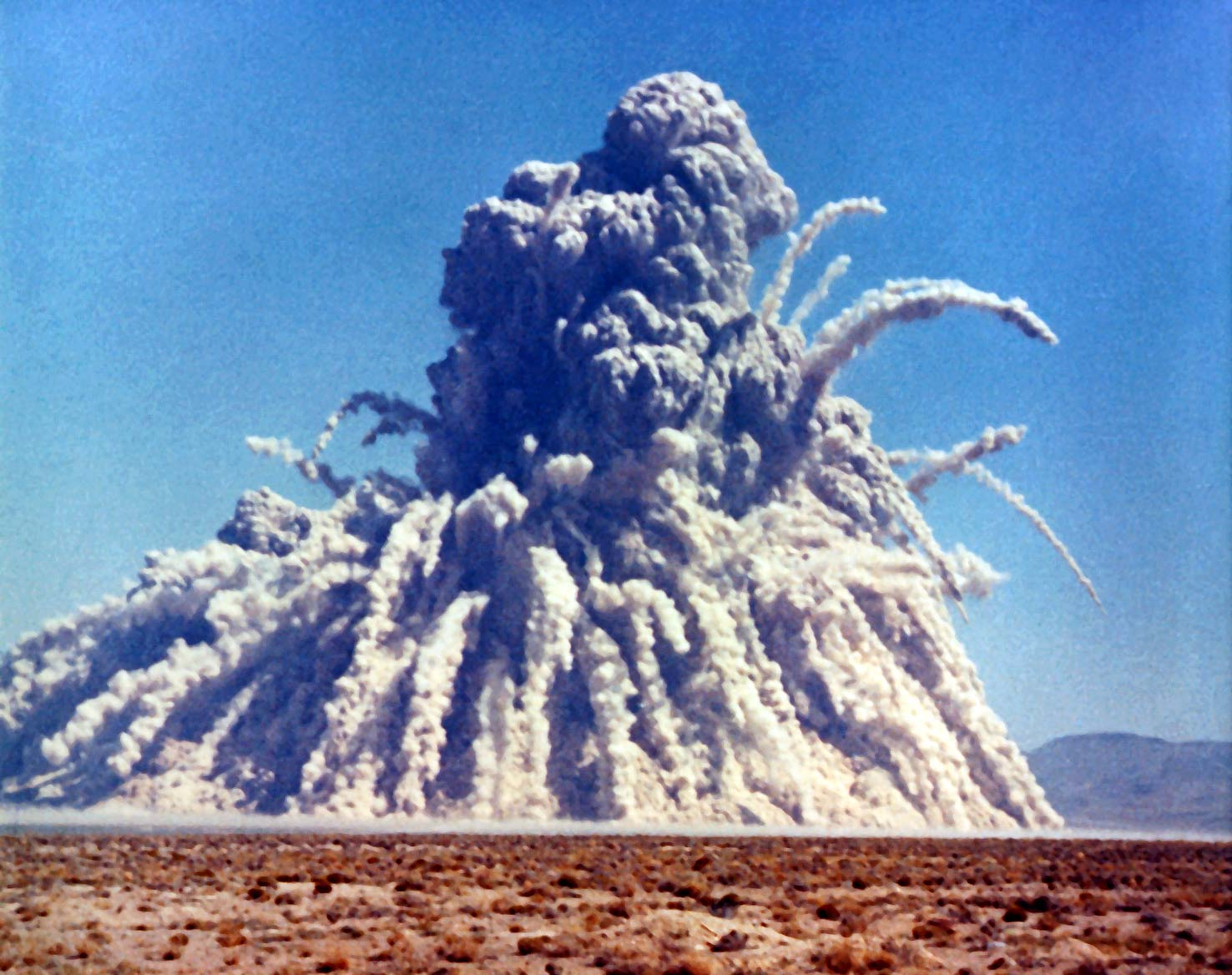
Підземний вибух на малій глибині
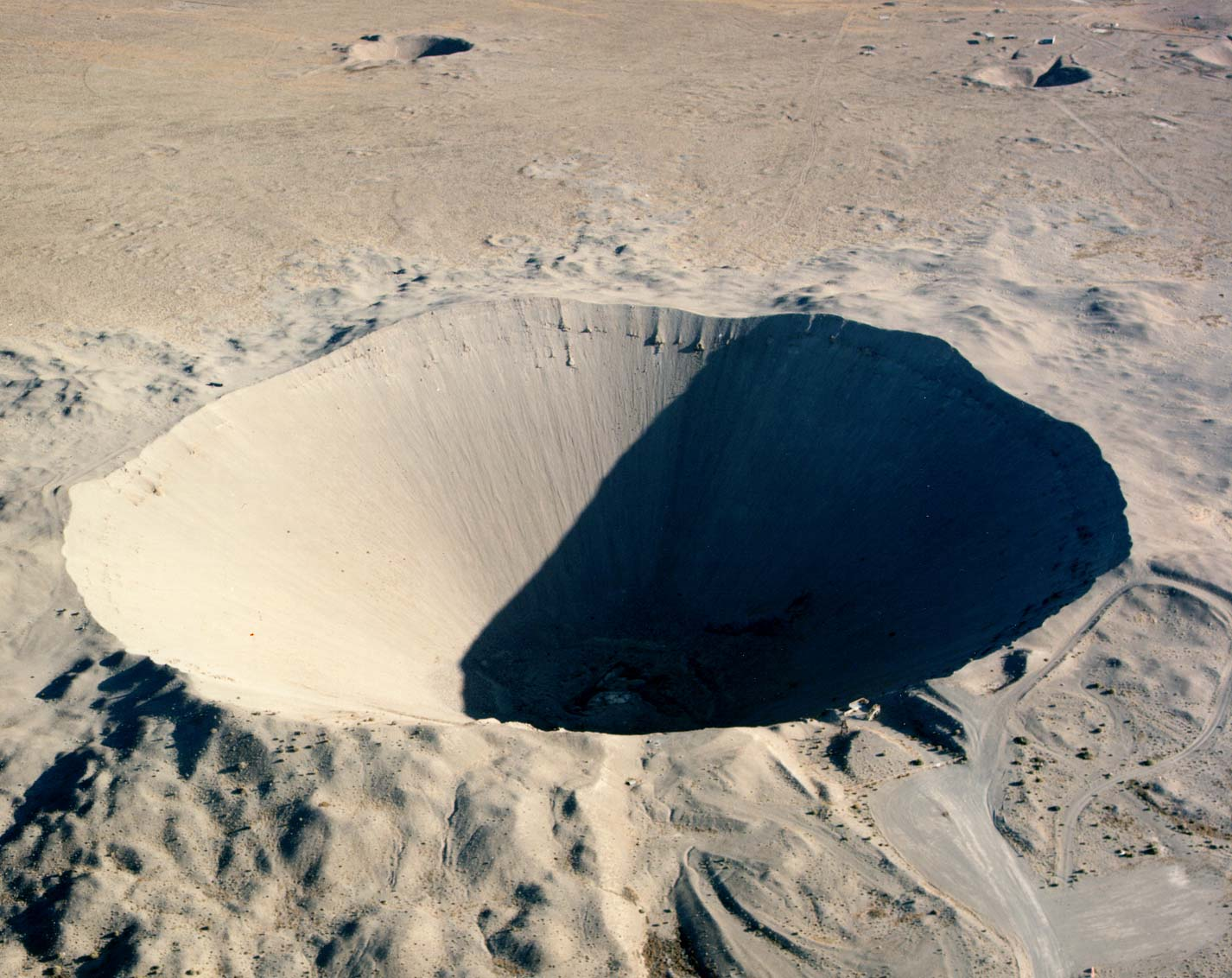
Кратер після підземного вибуху на малій глибині
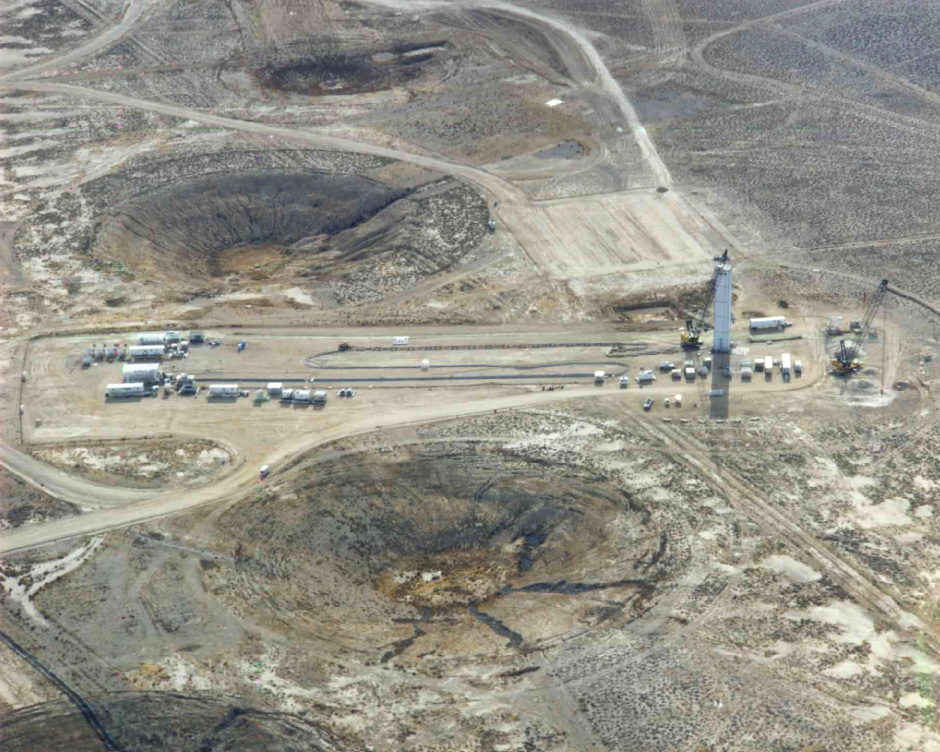
Просідання поверхні після підземних вибухів на великій глибині
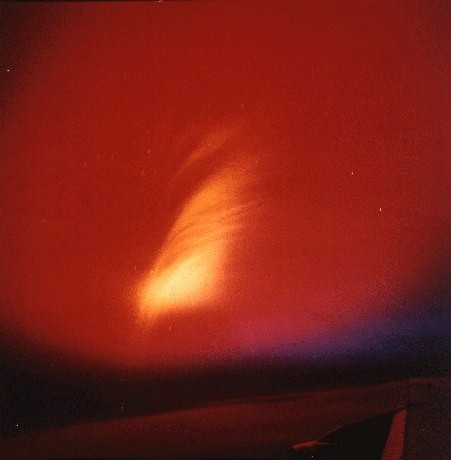
Вибух на висоті 400 км